# Heinrich de Ahna

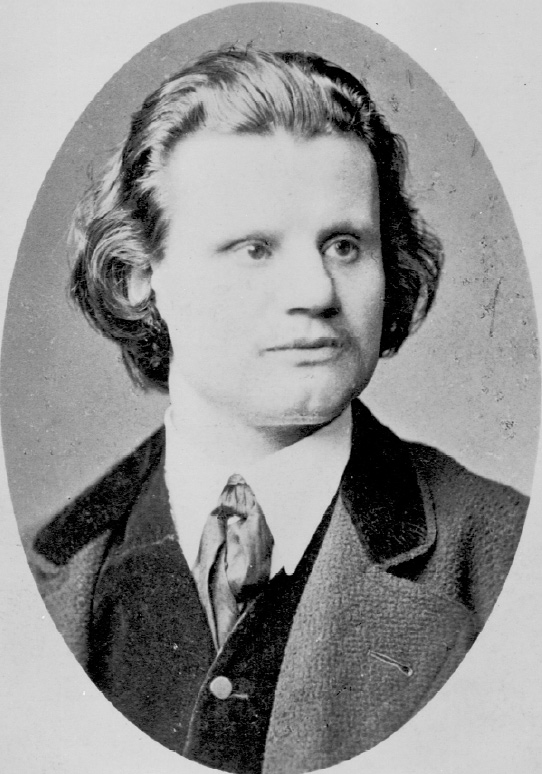
Heinrich de Ahna

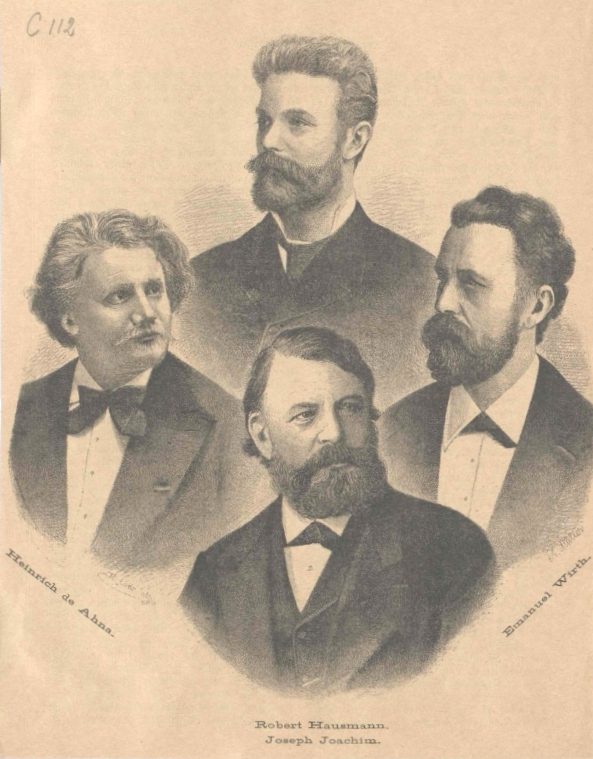
Das Joachim-Quartett im Jahr 1884. Links Heinrich de Ahna, oben: Hausmann, rechts Wirth, unten Joseph Joachim

Heinrich de Ahna (* 22. Juni 1832 in Wien; † 1. November 1892 in Berlin) war ein österreichischer Violinist.

## Leben und Wirken
Heinrich de Ahna, der vermutlich 1832 in Wien geboren wurde (andere Quellen nennen als Geburtsjahr 1834 oder 1835), erhielt von seinem siebten Lebensjahr Violinunterricht. Mit zehn Jahren wurde er Schüler von Joseph Mayseder, später erhielt er Unterricht von Mildner (1812–1865) in Prag. Sein erster öffentlicher Auftritt als Solist erfolgte 1846 im Wiener Opernhaus. Mit seinem Vater unternahm der Knabe Konzertreisen durch Deutschland und England. 1849 verlieh ihm der Herzog von Coburg-Gotha den Titel eines „Kammervirtuosen“. 1851 trat de Ahna in die österreichische Armee ein, wurde bald Offizier und machte 1859 als Oberlieutenant den Feldzug in Italien mit. 
Von 1863 bis 1869 war er Dozent am Stern’schen Konservatorium.
Nach erfolgreichen Kunstreisen durch Holland und Deutschland wurde de Ahna 1862 Mitglied der kgl. Kapelle in Berlin und wurde nach der Pensionierung des 1. Konzertmeisters Hubert Ries im Jahr 1869 dessen Nachfolger. Daneben bekleidete er eine Violinprofessur an der kgl. Hochschule für Musik. 
Zusammen mit Joseph Joachim (1. Violine), Emanuel Wirth (Viola) und Robert Hausmann (Violoncello) bildete de Ahna seit 1879 das berühmte Joachim’sche Streichquartett. 
Heinrich de Ahna galt als einer der besten Violinisten seiner Zeit. An seinem Spiel wurde der blühende, gemüthgesättigte Ton, vollendete, nie versagende Technik, haarscharfe Intonation und künstlerisch-noble und stilvolle Auffassung gerühmt. 
Heinrich de Ahna starb 1890 im Alter von 60 Jahren in Berlin und wurde, wie seine früh verstorbene Schwester Eleonore, auf dem dortigen St.-Hedwig-Friedhof an der Liesenstraße beigesetzt. Das Grabmal ist nicht erhalten geblieben.